# Ostmark (Preussen)
Ostmark var i Kejsardömet Tyskland fram till första världskriget Preussens östliga gränsprovinser mot Polen och Ryssland, nämligen Westpreussen, Posen och Oberschlesien. De var delvis bebodda av polsk befolkning, och regeringens strävan att i möjligaste mån germanisera denna befolkning och i dessa gränstrakter befästa riksenheten kallades dess Ostmarkpolitik och 1894 bildades Deutscher Ostmarkenverein i syfte att befrämja denna politik. Största delen av dessa områden förlorades genom Versaillesfreden 1919 till Polen.